# Rudgea stipulacea
Rudgea stipulacea är en måreväxtart som först beskrevs av Dc., och fick sitt nu gällande namn av Julian Alfred Steyermark. Rudgea stipulacea ingår i släktet Rudgea och familjen måreväxter. Inga underarter finns listade i Catalogue of Life.